# L'Homme à la balafre
L'Homme à la balafre (titre original : The Man With the Gash) est une nouvelle américaine de Jack London publiée aux États-Unis en 1900.

## Historique
La nouvelle est publiée initialement dans le McClure's Magazine en septembre 1900, avant d'être reprise dans le recueil Le Dieu de ses pères en mai 1901.

## Éditions

### Éditions en anglais
- The Man With the Gash, dans le McClure's Magazine, septembre 1900.
- The Man With the Gash, dans le recueil The God of his Fathers & Other Stories, New York ,McClure, Phillips & Co., 1901

### Traductions en français
- L'Homme à la balafre, traduit par M. S. Joubert , in Le Fils du loup, Paris, L’Édition Française illustrée, 1920.
- L'Homme à la balafre, traduit par François Specq, Gallimard, 2016[1].

## Sources
- « Bibliographie de Jack London », sur jack-london.fr (consulté le 19 février 2024)